# 托扎敏镇
托扎敏镇，是中国内蒙古自治区呼伦贝尔市鄂伦春自治旗下辖的一个乡镇级行政单位。

## 行政区划
托扎敏镇共辖以下地区：
光明社区、育英社区、吉文河社区、托河社区、希日特奇村、木奎村、勃力河村、陶力罕村。